# Psychomyia mengensis
Psychomyia mengensis là một loài Trichoptera trong họ Psychomyiidae. Chúng phân bố ở miền Cổ bắc.